# Colombier du château de la Grand'Ville
Le colombier du château de la Grand'Ville est un bâtiment à Bringolo, une commune du département des Côtes-d'Armor dans la région Bretagne en France. Le colombier est inscrit au titre des monuments historiques le 13 novembre 2012.
Le colombier de la fin du XVIIIe siècle, en diorite, schiste et granit, est construit en même temps que la ferme et le château. Il comprend environ 700 boulins pour les pigeons.